# Sindaci di Cluj-Napoca
Di seguito l'elenco dei sindaci di Cluj-Napoca e delle altre figure apicali equivalenti che si sono succedute nel corso della storia.

## Impero austro-ungarico (1867-1919)
- 1867 (1º settembre) - 1868 Zsigmond Szentkirályi
- 1868 - 1874 sconosciuto
- 1874 (1º febbraio) - 1880 (1º settembre) Elek Simon
- 1884 (1º agosto) - 1886 (1º maggio) Károly Haller
- 1886 (1º maggio) - 1898 (30 giugno) Géza Albach
- 1898 (1º luglio) - 1913 (30 novembre) Géza Szvacsina
- 1913 (1º dicembre) - 1919 (19 gennaio) Gusztáv Haller

## Regno di Romania (1919-1940)
- 1919 (19 gennaio) - 1923 (aprile)  Dr. Iulian Pop
- 1923 (aprile)   Aurel Moga
- 1923 (1º maggio) - 1926 (14 marzo)  Dr. Octavian Utalea
- 1926 (21 aprile - 21 ottobre) Dr. Theodor Mihali
- 1926 (21 ottobre) - 1927 (23 giugno) Vasile Osvadă
- 1927 (23 giugno) - 1931 (24 luglio) Dr. Theodor Mihali
- 1931 (24 luglio) - 1932 (31 gennaio) Prof. Coriolan Tătaru
- 1932 (1º febbraio - 11 giugno)   Dr. Sebastian Bornemisa
- 1932 (giugno) - 1933 (18 novembre) Dr. Victor Deleu
- 1933 (18 novembre) - 1938 (1º gennaio) Prof. Dr. Nicolae Drăganu
- 1938 (1º gennaio - 13 febbraio)  Dr. Laurian Gabor
- 1938 (17 febbraio - 23 settembre) Richard Filipescu
- 1938 (23 settembre) - 1940 (settembre) Dr. Sebastian Bornemisa

## Regno d'Ungheria (1940-1944)
- 1940 - 1941 Dr. Vasarhelyi Lászlo
- 1941 (16 aprile) - 1944 Keledy Tibor

## Repubblica Socialista di Romania (1944-1989)
- 1944  Dr. Ioan Demeter
- 1944 - 1945 Tudor Bugnariu
- 1946 - 1952 Gheorghe Chintezanu
- 1952 - 1957 Petre Jurca
- 1957 - 1960 Aurel Duca
- 1960 - 1968 Gheorghe Lăpădeanu
- 1968 - 1975 Remus Bucsa
- 1975 - 1983 Constantin Crişan
- 1983 - 1985 Constantin Chirilă
- 1985 - 1986 Nicolae Preda
- 1986 - 1989 Gheorghe Cordea

## Repubblica Romania (dal 1989)
| Sindaci eletti dal Consiglio municipale (1989-1992)  | Sindaci eletti dal Consiglio municipale (1989-1992) | Sindaci eletti dal Consiglio municipale (1989-1992)  | Sindaci eletti dal Consiglio municipale (1989-1992) | Sindaci eletti dal Consiglio municipale (1989-1992) | Sindaci eletti dal Consiglio municipale (1989-1992) | Sindaci eletti dal Consiglio municipale (1989-1992) | Sindaci eletti dal Consiglio municipale (1989-1992) | Sindaci eletti dal Consiglio municipale (1989-1992) |
| Nominativo                                           | Partito                                             | Partito                                              | Mandato                                             | Mandato                                             | Elezione                                            |                                                     |                                                     |                                                     |
| Nominativo                                           | Partito                                             | Partito                                              | Inizio                                              | Fine                                                | Elezione                                            |                                                     |                                                     |                                                     |
| ---------------------------------------------------- | --------------------------------------------------- | ---------------------------------------------------- | --------------------------------------------------- | --------------------------------------------------- | --------------------------------------------------- | --------------------------------------------------- | --------------------------------------------------- | --------------------------------------------------- |
| Ion Pop                                              | ?                                                   | ?                                                    | 1989                                                | 1990                                                | –                                                   |                                                     |                                                     |                                                     |
| Alexandru Şerban                                     | ?                                                   | ?                                                    | 1990                                                | 1990                                                | –                                                   |                                                     |                                                     |                                                     |
| Mihai Tălpeanu                                       |                                                     | Fronte di Salvezza Nazionale                         | 1990                                                | 1991                                                | –                                                   |                                                     |                                                     |                                                     |
| Teodor Groza                                         |                                                     | Partito Social Democratico Romeno                    | 1991                                                | 1992                                                | –                                                   |                                                     |                                                     |                                                     |
| Sindaci eletti direttamente dai cittadini (dal 1992) |                                                     |                                                      |                                                     |                                                     |                                                     |                                                     |                                                     |                                                     |
| Nominativo                                           | Partito                                             | Partito                                              | Mandato                                             | Mandato                                             | Elezione                                            |                                                     |                                                     |                                                     |
| Nominativo                                           | Partito                                             | Partito                                              | Inizio                                              | Fine                                                | Elezione                                            |                                                     |                                                     |                                                     |
| Gheorghe Funar                                       |                                                     | Partito dell'Unità della Nazione Romena (1992-1997)  | febbraio 1992                                       | giugno 2004                                         | ?                                                   |                                                     |                                                     |                                                     |
| Gheorghe Funar                                       | Partito Grande Romania                              |                                                      | febbraio 1992                                       | giugno 2004                                         | ?                                                   |                                                     |                                                     |                                                     |
| Emil Boc                                             |                                                     | Partito Democratico poi Partito Democratico Liberale | 12 luglio 2004                                      | 14 gennaio 2009                                     | ?                                                   |                                                     |                                                     |                                                     |
| Sorin Apostu                                         |                                                     | Partito Democratico Liberale                         | 14 gennaio 2009                                     | 11 novembre 2011                                    | ?                                                   |                                                     |                                                     |                                                     |
| Radu Moisin (ad interim)                             | ?                                                   | ?                                                    | 11 novembre 2011                                    | 12 giugno 2012                                      | ?                                                   |                                                     |                                                     |                                                     |
| Emil Boc                                             |                                                     | Partito Democratico Liberale (2012-2014)             | 12 giugno 2012                                      | in carica                                           | ?                                                   |                                                     |                                                     |                                                     |
| Emil Boc                                             | Partito Nazionale Liberale (dal 2014)               |                                                      | 12 giugno 2012                                      | in carica                                           | ?                                                   |                                                     |                                                     |                                                     |